# Преживање
Преживање или поновно жвакање раније унете хране у преджелуце својствено је само преживарима. Приликом храњења, ове животиње журно узимају храну, површно је жваћу и гутају. У пространом бурагу храна се задржава, подвргава темељном мешању, мацерацији и ферментацији, чекајући другу фазу обраде. Када се животиња засити, прогутана храна се враћа из преджелудаца поново у уста, где се још једном темељно жваће. Ово поновно жвакање назива се преживање.

## Фазе преживања
Преживање почиње пола до један сат након храњења. То је сложен рефлексни акт, који се одвија у четири фазе:
- рејекција или регургитација (враћање садржаја из преджелудаца у уста)
- ремастикација (поновно жвакање хране)
- реинсаливација (поновно натапање пљувачком)
- редеглутиција (поновно гутање болуса)

Све поменуте фазе, заједно са краћом паузом након последње сачињавају тзв. циклус преживања. Ови циклуси се непрекидно смењују у току једног периода преживања. Ових периода преживања има више у току 24 часа, а сваки период траје од неколико минута до једног сата. Број периода (код оваца) зависи како од врсте хране (концентрати или сено), а тако и од броја дневног храњења животиња. Код једнократног храњења број периода преживања износи у просеку 14, а код вишекратног храњења 18. Говеда и овце проведу дневно у преживању трећину времена.